# 하마다 지진

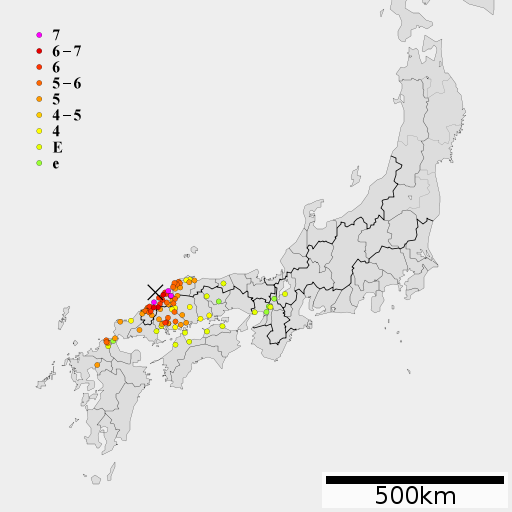
진도 분포

하마다 지진(일본어: 浜田地震)은 1872년 3월 14일에 현재의 시마네현 하마다시 앞바다에서 발생한 지진이다. 지진 규모는 M7.1. 하마다 지역이 진도7급이었던 것으로 추정된다. 이 지진으로 555명이 사망했다.

## 참고 문헌
- 国立天文台 『理科年表 令和3年』 丸善 P.792 ISBN 978-4-621-30560-7
- 島根県浜田地震 (1872年) の地形学的検討 地學雜誌 1990年 99巻 2号 p.166-181, doi:10.5026/jgeography.99.166